# Филиппенко, Виталий Аркадьевич
Виталий Аркадьевич Филиппенко (2 февраля 1939, Киев — 31 января 2022, Киев) — советский и украинский композитор. Народный артист Украины (1996).

## Биография
Родился 2 февраля 1939 года в Киеве в семье композитора Аркадия Филиппенко. 
Окончил Киевскую консерваторию (1965 класс А. Штогаренко).
Автор многих музыкальных произведений для симфонического оркестра, фортепиано, хора, музыки к фильмам: «Если любишь...» (1959), «Серебряный тренер» (1963), «Нет неизвестных солдат» (1965), «Ребенок» (1967), «Путь к сердцу» (1970), «За всё в ответе» (1978), «Шел четвертый год войны...» (1983), «Театральный сезон» (1989), «Карпатское золото» (1991) и др.
Скончался после тяжёлой болезни 31 января 2022 года. Похоронен на Байковом кладбище вместе с родителями (участок № 1).